# Werbalizm
Werbalizm (z łac. verbum 'słowo' i gr. -ισμός 'kierunek, nauka, wiedza'), pustosłowie – wypowiedź beztreściowa lub prawie beztreściowa, czyli zawierająca nieproporcjonalnie wiele słów w porównaniu z przekazywaną treścią. Występuje on między innymi w dyskusjach publicznych, przemówieniach, artykułach prasowych oraz w codziennych rozmowach. Z reguły z błędem tym wiąże się fałszywa intencja przekonania odbiorcy informacji, że ma do czynienia z przekazem istotnej treści. Werbalizm czasami sprawia pozory obszernej informacji lub argumentacji za daną tezą.
Przykład pustosłowia:
Dzięki konkretnemu pod względem historycznym zastosowaniu materialistycznej dialektyki, dzięki dobrej znajomości rzeczy i leninowskiej elastyczności Eisler sformułował i reprezentował w obrębie marksistowsko-leninowskiej estetyki, a zwłaszcza estetyki muzyki, historycznie najdojrzalsze stanowisko w sprawie teoretycznego opanowania problemów, przed którymi stanęła sztuka socjalistyczna. ... Wraz z rosnącym przyswojeniem faktycznego zasięgu kolektywnego porozumienia w obrębie ruchu socjalistycznego staje się to w dziedzinie formułowania aktualnych teorii marksistowskich wyraźniejsze niż kiedykolwiek przedtem.
Zacytowany fragment nie zawiera żadnej informacji. Werbalizmy mogą być używane celowo, na przykład jako element taktyki dyplomatycznej, gdy istnieje potrzeba zabrania głosu, ale nie ma się zamiaru ujawniać swojego stanowiska.
Innym przypadkiem użycia tego typu wypowiedzi jest stosowanie ich przez satyryków, mające na celu wywołanie pewnego efektu komicznego:
Szanuj zdrowie należycie, bo jak umrzesz, stracisz życie. (Aleksander Fredro; Dożywocie)